# Merismoclea
Merismoclea is een geslacht van vliesvleugeligen uit de familie Pteromalidae. De wetenschappelijke naam van dit geslacht is voor het eerst geldig gepubliceerd in 1966 door De Santis.

## Soorten
Het geslacht Merismoclea is monotypisch en omvat slechts de volgende soort:
- Merismoclea rojasi De Santis, 1966